# Dexosarcophaga costaricensis
Dexosarcophaga costaricensis är en tvåvingeart som beskrevs av Antunes Mello 1988. Dexosarcophaga costaricensis ingår i släktet Dexosarcophaga och familjen köttflugor.
Artens utbredningsområde är Costa Rica. Inga underarter finns listade i Catalogue of Life.